# Frente Oriental (Primeira Guerra Mundial)
A Frente Oriental (ou Frente Leste) foi um cenário de guerra ocorrido durante a Primeira Guerra Mundial na Europa Central e, principalmente, na Europa Oriental. O termo contrasta com a Frente Ocidental. Apesar da separação geográfica, os acontecimentos nos dois cenários de guerra tiveram grande influência mutuamente.

## Curso da guerra
Os russos estavam se preparando para uma guerra desde o começo do século XX, assim como todas as demais potências europeias. Em 1910, o general Yuri Danilov desenvolveu o "Plano 19" que ditava a futura invasão da Prússia Oriental. Este plano foi criticado pois muitos achavam o Império Austro-Húngaro uma ameaça maior que a Alemanha. Então, ao invés de quatro exércitos invadindo o leste da Prússia, os russos decidiram enviar apenas dois exércitos para atacar os alemães, enquanto outros dois defenderiam a fronteira com os austro-húngaros que ameaçavam a Galícia.
No começo da guerra, com o grosso do exército alemão ocupado lutando na frente ocidental, em 17 de agosto de 1914, o Exército Imperial Russo lançou sua planejada invasão do leste da Prússia, conquistando algum sucesso (como em Gumbinnen) no teatro de operações do noroeste russo. Duas semanas mais tarde, contudo, os alemães detiveram os russos na Batalha de Tannenberg, fazendo mais de 92 mil prisioneiros. Ao mesmo tempo, no sul, as forças imperiais russas tiveram mais sucessos, derrotando os austro-húngaros na Batalha da Galícia. Na Polônia russa, os alemães falharam em tomar Varsóvia, levando a um impasse no fronte oriental pelo final de 1914. Porém, em 1915, os exércitos alemães e austro-húngaros começaram a avançar, infligindo pesadas baixas aos russos na Galícia e na Polônia, forçando uma grande retirada das tropas russas de várias frentes de batalha. O Grão-Duque Nicolau Nikolaevich foi então dispensado do cargo de comandante-em-chefe, com o czar Nicolau II em pessoa assumindo esta posição, o que não foi bom para o esforço de guerra russo. Os russos lançaram uma série de ofensivas contra os alemães em 1916, com a maioria delas terminando em fracasso, incluindo as do Lago Naroch e de Baranovichi. Mas alguns sucessos aconteceram, principalmente quando o general Aleksei Brusilov lançou uma grande operação militar contra o leste da Áustria-Hungria no que ficaria conhecido como Ofensiva Brusilov, que resultaria na maior vitória russa na guerra.
Em agosto de 1916, o Reino da Romênia decidiu entrar na guerra ao lado dos Aliados. A Entente prometeu aos romenos a região da Transilvânia (na época, parte do Império Austro-Húngaro) em troca de apoio. O exército romeno inicialmente conquistou alguns sucessos na sua invasão da Transilvânia, mas acabaram sofrendo quando os alemães e austríacos contra-atacaram, com a Bulgária se juntando as Potências Centrais e investindo pelo sul.
Enquanto isso, a situação na Rússia se deteriorava. Mais de quatro milhões de soldados já haviam sido mortos ou desapareceram em três anos de conflito, com poucos ganhos para o império, algo que fez a moral nacional despencar. Além disso, as condições e qualidade de vida da população caíram consideravelmente devido aos gastos excessivos da guerra e a má gestão econômica do governo czarista. Isso levou a um caos social e em fevereiro de 1917 estourou uma revolta em larga escala que logo virou uma revolução, forçando o czar Nicolau II a abdicar do trono. O Governo Provisório Russo foi formado, com Georgy Lvov como seu líder. Ele logo foi substituído por Alexander Kerensky que, embora tivesse sido um líder mais eficiente, acabou não conseguindo galvanizar apoio ao governo (entre o povo ou com os militares), ao mesmo tempo que afirmou que prosseguiria com a guerra. Kerensky lançou o exército da nova República Russa numa grande ofensiva em julho, mas terminou em mais um fracasso. Capitalizando no desgosto popular sobre o novo governo, os Bolcheviques iniciaram uma revolta contra a administração de Kerensky, culminando na Revolução de Outubro, e resultou na ascensão de Vladimir Lenin ao poder e a formação da República Socialista Federativa Soviética da Rússia. Os soviéticos imediatamente contactaram a Alemanha e começaram a negociar um armistício. Após muita discórdia, irritados, os alemães e austro-húngaros invadiram o oeste da Rússia na Operação Faustschlag (fevereiro-março de 1918), o que forçou o novo governo soviético russo a voltar a mesa de negociações e assinar o Tratado de Brest-Litovski, formalmente retirando os russos da guerra após enormes concessões territoriais feitas as Potências Centrais. Dois meses depois, em maio, a Romênia também saiu da guerra, através do Tratado de Bucareste.
A assinatura do Tratado de Brest-Litovski, em 3 de março de 1918, formalmente encerrou as grandes operações militares na Frente Oriental. Contudo, a Rússia logo mergulharia numa sangrenta guerra civil e conflitos nos Estados menores da Europa do Leste prosseguiram por alguns meses. Porém, o virtual fechamento deste fronte permitiu aos alemães moverem dezenas de divisões do leste para o oeste e ainda em março lançaram a Ofensiva da Primavera (Kaiserschlacht) contra os Aliados Ocidentais, que terminou em desastre quatro meses mais tarde. Os aliados então iniciaram a chamada "Ofensiva dos Cem Dias" (agosto-novembro de 1918), que rompeu as defesas alemãs no oeste e encerrou a guerra. Com o colapso das Potências Centrais e a assinatura do Tratado de Versalhes (1919), os tratados de Brest-Litovski e Bucareste, firmados entre a Alemanha e a Rússia Soviética e a Romênia, respectivamente, foram considerados inválidos.
A Frente Oriental acabou sendo tão sangrenta e cruel quanto a Ocidental. Além dos combates violentos, as doenças, a falta de comida, remédios e outros bens básicos de subsistência acabaram levando a um desastre humanitário no leste da Europa. Cerca de 2 milhões de militares russos e outros 2 milhões de civis foram mortos na guerra. Quase 1,5 milhões de alemães foram mortos, feridos, capturados ou desapareceram no Fronte Oriental, junto com quase 4 milhões de súditos do Império Austro-Húngaro. Pelo menos 500 mil romenos também morreram.